# Gold Forever
"Gold Forever" é uma canção da banda britânica The Wanted, gravada para o seu segundo álbum de estúdio Battleground. Foi composta e produzida por Steve Mac, com o auxílio de Wayne Hector e Claude Kelly na escrita. A 13 de Março de 2011, foi lançado como primeiro single do disco no Reino Unido através da Geffen Records, para suporte da causa Comic Relief. A música conseguiu atingir a liderança da UK Singles Chart e a décima terceira posição na tabela musical da Irlanda. 

## Desempenho nas tabelas musicais

### Posições
| Tabela musical (2011)            | Melhor posição |
| -------------------------------- | -------------- |
| Canadá - Canadian Hot 100        | 86             |
| Escócia - Scottish Singles Chart | 2              |
| Irlanda - IRMA                   | 13             |
| Reino Unido - UK Singles Chart   | 3              |